# Album für die Jugend

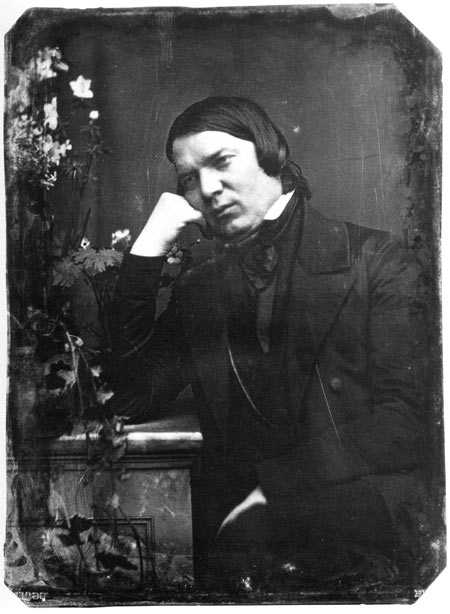
Robert Schumann ca.1850

Das Album für die Jugend, op. 68 (entstanden 1848), ist ein aus 43 Klavierstücken bestehender Zyklus von Robert Schumann. Im Gegensatz zu den Kinderszenen sind viele Stücke des ersten Teils auch für Kinder bzw. Anfänger geeignet. Der zweite Teil, ab Nummer 19, ist mit dem Zusatz „Für Erwachsenere“ versehen und enthält auch technisch anspruchsvollere Stücke.

## Bedeutung
Das Album für die Jugend gehört – nicht zuletzt wegen seiner Vielfalt – zu den Standardwerken des Klavierunterrichts. Am populärsten ist wohl die Nummer 10, Fröhlicher Landmann, von der Arbeit zurückkehrend. Ebenfalls sehr bekannt sind die Nummer 8, Wilder Reiter und die Nummer 13, Mai, lieber Mai. 

## Inhalt
Das Album für die Jugend besteht aus 43 Einzelstücken und einem Anhang von 30 Stücken, die aber zu Lebzeiten Schumanns nicht gedruckt wurden. Das Symbol „⁂“ bezeichnet einen Titel, den sich der Spieler selbst wählen soll. 

### Erste Abteilung – Für Kleinere
- Nr. 1 Melodie
- Nr. 2 Soldatenmarsch. Munter und straff.
- Nr. 3 Trällerliedchen. Nicht schnell.
- Nr. 4 Choral – Freue dich, o meine Seele.
- Nr. 5 Stückchen. Nicht schnell.
- Nr. 6 Armes Waisenkind. Langsam.
- Nr. 7 Jägerliedchen. Frisch und fröhlich.
- Nr. 8 Wilder Reiter.
- Nr. 9 Volksliedchen. Im klagenden Ton.
- Nr. 10 Fröhlicher Landmann, von der Arbeit zurückkehrend. Frisch und munter.
- Nr. 11 Sicilianisch. Schalkhaft.
- Nr. 12 Knecht Ruprecht.
- Nr. 13 Mai, lieber Mai, – bald bist Du wieder da!. Nicht schnell.
- Nr. 14 Kleine Studie. Leise und sehr egal zu spielen.
- Nr. 15 Frühlingsgesang. Innig zu spielen.
- Nr. 16 Erster Verlust. Nicht schnell.
- Nr. 17 Kleiner Morgenwanderer. Frisch und kräftig.
- Nr. 18 Schnitterliedchen. Nicht sehr schnell.

### Zweite Abteilung – Für Erwachsenere
- Nr. 19 Kleine Romanze. Nicht schnell.
- Nr. 20 Ländliches Lied. Im mässigen Tempo.
- Nr. 21 ⁂. Langsam und mit Ausdruck zu spielen.
- Nr. 22 Rundgesang. Mässig. Sehr gebunden zu spielen.
- Nr. 23 Reiterstück. Kurz und bestimmt.
- Nr. 24 Ernteliedchen. Mit fröhlichem Ausdruck.
- Nr. 25 Nachklänge aus dem Theater. Etwas agitiert.
- Nr. 26 ⁂. Nicht schnell, hübsch vorzutragen.
- Nr. 27 Canonisches Liedchen. Nicht schnell und mit innigem Ausdruck.
- Nr. 28 Erinnerung (4. November 1847). Nicht schnell und sehr gesangvoll zu spielen.
- Nr. 29 Fremder Mann. Stark und kräftig zu spielen.
- Nr. 30 ⁂. Sehr langsam.
- Nr. 31 Kriegslied. Sehr kräftig.
- Nr. 32 Sheherazade. Ziemlich langsam, leise.
- Nr. 33 „Weinlesezeit - Fröhliche Zeit!“ Munter.
- Nr. 34 Thema. Langsam. Mit inniger Empfindung.
- Nr. 35 Mignon. Langsam, zart.
- Nr. 36 Lied italienischer Marinari. Langsam – Schnell.
- Nr. 37 Matrosenlied. Nicht schnell.
- Nr. 38 Winterzeit I. Ziemlich langsam.
- Nr. 39 Winterzeit II. Langsam.
- Nr. 40 Kleine Fuge. Vorspiel – Fuge, Lebhaft, doch nicht zu schnell.
- Nr. 41 Nordisches Lied (Gruß an G.). Im Volkston.
- Nr. 42 Figurirter Choral.
- Nr. 43 Sylvesterlied. Im mässigen Tempo.

### Anhang

#### Musikalische Haus- und Lebensregeln
Der Gesamtbestand umfasst 74 Regeln, von denen 68 in die zweite Auflage als „Textanhang“ aufgenommen wurden.

#### Nicht publizierte Sätze Schumanns
- Nr. 1 Auf der Gondel. Nicht schnell.
- Nr. 2 Aus ist der Schmaus.
- Nr. 3 Bärentanz.
- Nr. 4 Canon. Fest im Tact, im Tone rein soll unser Thun und Sorgen sein!
- Nr. 5 [Choralbearbeitung, Fragment].
- Nr. 6 Für ganz Kleine.
- Nr. 7 [Fugenfragment, A-Dur].
- Nr. 8 [Fugenfragment, g-moll].
- Nr. 9 Gukkuk im Versteck. Immer sehr leise.
- Nr. 10 Haschemann. So schnell als möglich.
- Nr. 11 ⁂.
- Nr. 12 [Kleiner Kanon, Fragment, F-dur].
- Nr. 13 [Kleiner Walzer].
- Nr. 14 Lagune in Venedig.
- Nr. 15 [Linke Hand, soll sich auch zeigen].
- Nr. 16 [Preludio].
- Nr. 17 Puppenschlaflied.
- Nr. 18 Rebus.

#### Ein kleiner Lehrgang durch die Musikgeschichte
- Nr. 19 Ein Thema von G. F. Händel. Kräftig vorzutragen.
- Nr. 20 Ein Stückchen von J. S. Bach. Tempo di Menuetto.
- Nr. 21 [Ein Stück aus Chr. W. Glucks Oper Orpheo ed Euridice],
- Nr. 22 [Ein Stück aus einer der beiden Iphigenien-Opern von Chr. W. Gluck, geplant].
- Nr. 23 [Ein Stück von J. Haydn (Symphonie), geplant].
- Nr. 24 Ein Stückchen von Mozart. Nicht schnell.
- Nr. 25 Andante [von L. van Beethoven].
- Nr. 26 Ein Trinklied von C. M. von Weber. Sehr lebhaft.
- Nr. 27 Eine berühmte Melodie von L. v. Beethoven. Kräftig, feierlich.
- Nr. 28 [Ein Stück von L. Spohr aus der Oper Jessonda, geplant].
- Nr. 29 Ein Ländler von F. Schubert. Nicht schnell.
- Nr. 30 [Ein Stück von F. Mendelssohn Bartholdy, geplant].